# Instituto de Ciências Matemáticas e de Computação da Universidade de São Paulo
Instituto de Ciências Matemáticas e de Computação da Universidade de São Paulo (ICMC) é um dos institutos pertencentes a Universidade de São Paulo (USP), localizado no campus de São Carlos.

## História
O ICMC originou-se como Departamento de Matemática da Escola de Engenharia de São Carlos (EESC), fundado em 1953 por matemáticos italianos e outros professores brasileiros. Em 1971 era criado o Instituto de Ciências Matemáticas de São Carlos, constituindo-se dos Departamentos de Matemática e de Ciência de Computação e Estatística, então desvinculados da EESC. É formado pelos Departamento de Ciências de Computação, Departamento de Matemática, Departamento de Matemática Aplicada e Estatística, e pelo Departamento de Sistemas de Computação.

## Cursos
O programa de graduação do ICMC disponibiliza os seguintes cursos:
- Bacharelado em Ciência de Dados;
- Bacharelado em Ciências de Computação;
- Bacharelado em Estatística e Ciência de Dados;
- Bacharelado em Matemática;
- Bacharelado em Matemática Aplicada e Computação Científica;
- Bacharelado em Sistemas de Informação;
- Engenharia de Computação;
- Licenciatura em Ciências Exatas; e
- Licenciatura em Matemática.

## Programas de Pós-Graduação
O Programa de Pós-Graduação em Matemática da USP de São Carlos foi criado em 1970, um dos mais antigos do país. Desde 2013 o programa tem nível CAPES 7, sendo um dos poucos programas de pós-graduação em Matemática com nível máximo.
Nos anos 70 o programa começou com poucas linhas de pesquisa nas áreas de Análise e Geometria/Topologia, mas atualmente seus grupos de pesquisa tem uma grande diversidade de interesses: Análise Harmônica, Equações Diferenciais Ordinárias, Equações Diferenciais Parciais, Equações Diferenciais Funcionais, Equações Integrais, Física Matemática, Geometria Diferencial, Geometria Algébrica, Álgebra Comutativa, Integração, Singularidades, Sistemas Dinâmicos Dissipativos, Sistemas Dinâmicos e Teoria Ergódica, Teoria de Aproximação, Topologia Algébrica, Topologia Diferencial e Topologia Geométrica.
O Programa também é responsável pela criação e manutenção, em parceria com a Sociedade Brasileira de Matemática, do Prêmio Gutierrez, que é atribuído anualmente à melhor Tese de Doutorado em Matemática do país.
Em 2019 o programa teve 17 pós-doutores originários de vários países (França, Itália, Irã, Índia, Espanha, Dinamarca, Grécia, Polônia, Peru, Vietnã, Colômbia e Costa Rica), o que mostra a visibilidade do programa no cenário internacional.

## Prova Extra-Muros
Em 2012 o Programa de Pós-Graduação em Matemática criou uma prova internacional, a prova Extra-Muros. Anualmente, a prova é preparada pelo ICMC e UFRJ em português e espanhol, sendo aplicada em diversos polos na América Latina e utilizada nos processos seletivos de vários programas de Mestrado e Doutorado brasileiros.

## Empresa Júnior
A ICMC Júnior é a empresa prestadora de serviços júnior do Instituto de Ciências Matemáticas e de Computação fundada em 1992. Executa trabalhos na área da computação e estatística, principalmente desenvolvimento de websites, sistemas web, aplicativos e consultoria estatística para empresas e pesquisas acadêmicas.

## Ganesh
Ganesh é um grupo de extensão da USP de São Carlos focado no estudo, discussão e desenvolvimento de técnicas para a segurança de sistemas computacionais. O grupo visa à aplicação direta dos conhecimentos adquiridos nos cursos de graduação do ICMC e da sua integração com as mais diversas tecnologias disponíveis no mercado.

## Grupo de Estudos para Maratona de Programação
O Grupo de Estudos para Maratona de Programação (GEMA) é um grupo de Extensão da USP de São Carlos que discute tópicos de programação competitiva com o objetivo principal de estudar e se preparar para a Maratona de Programação, nome dado à competição da International Collegiate Programming Contest (ACM-ICPC) e a Olimpíada Brasileira de Informática (OBI).

## Internacionalização
A partir de 2010, com a criação da Comissão de Relações Internacionais (CRInt no ICMC) do Instituto de Relações Internacionais da Universidade de São Paulo, o Instituto passou a receber inúmeras delegações de intercâmbio, professores visitantes, pós-graduandos e pós-doutorandos.